# Bahnhof Winsen (Luhe)
Der Bahnhof Winsen (Luhe) ist ein Bahnhof in der Stadt Winsen (Luhe). Er liegt an der Bahnstrecke Lehrte–Hamburg-Harburg
In Winsen zweigen die Bahnstrecken nach Niedermarschacht sowie nach Hützel ab.

## Lage
Der Bahnhof liegt zentral in Winsen (Luhe) und am nördlich der Innenstadt. Der Bahnhof ist leicht zu Fuß oder mit dem Fahrrad von vielen Teilen der Stadt aus erreichbar. Die zentrale Lage macht den Bahnhof zu einem wichtigen Verkehrsknotenpunkt für Pendler und Reisende in der Region. 3 km vom Bahnhof entfernt befindet sich das Logistikzentrum von Amazon.
Beim Bahnhof gibt es knapp 700 PKW Stellplätze und knapp 300 Fahrradstellplätze. Es gibt zusätzlich auch Stellplätze für Elektroautos und Elektrofahrräder.

## Gebäude
Das Empfangsgebäude des Bahnhofes Winsen wurde nach dem 1847 erfolgten Anschluss Winsens an die Strecke Lehrte–Harburg des Eisenbahnnetzes 1848 errichtet. Der parallel zu den Gleisen stehende Mittelteil des Gebäudes wurde Ende des 19. Jahrhunderts in angepasster Formensprache aufgestockt. Mit dem Anschluss an das Bahnnetz ging ein wirtschaftlicher Aufschwung der Stadt sowie eine städtebauliche Entwicklung im Gebiet zwischen Altstadt und Bahnhof einher. Der Erhalt des Empfangsgebäudes liegt aufgrund seiner geschichtlichen Bedeutung im Rahmen der Ortsgeschichte, als beispielhaftes Zeugnis für den Gebäudetypus ein frühen Empfangsgebäudes der ersten Hälfte des 19. Jahrhunderts sowie aufgrund seiner städtebaulichen Bedeutung als prägendes räumliches Element des Bahnhofsplatzes im öffentlichen Interesse.

## Betrieb
Die Bahnstrecke Winsen–Niedermarschacht wurde bis Mai 1966 auch im Personenverkehr bedient, sie wird gegenwärtig nur von Güterzügen befahren. Die Osthannoverschen Eisenbahnen wickelten den Güterverkehr in Winsen ab. Durch Winsen wird auch Güterverkehr zu den Nord- und Ostsee-Häfen und zum Rangierbahnhof Maschen geführt. Die stark befahrene Strecke zwischen Stelle und Lüneburg wurde mit einem dritten Gleis ausgebaut.
Die Fahrzeit zum Hamburger Hauptbahnhof beträgt etwa 20 Minuten.
Auf der Bahnstrecke Winsen–Hützel finden Güter- und touristischer Bedarfsverkehr statt.

### Regionalverkehr
| Linie | Zuglauf | Takt                                                                           | Kursbuchstrecke | Eisenbahnverkehrsunternehmen                     | Fahrzeugmaterial |
| ----- | --- | ------------------------------------------------------------------------------ | --------------- | ------------------------------------------------ | ---------------- |
| RE3   | Hamburg Hauptbahnhof – Hamburg-Harburg – Winsen – Lüneburg – Bienenbüttel – Bad Bevensen – Uelzen – Suderburg – Unterlüß – Eschede – Celle – Großburgwedel – Isernhagen – Langenhagen Mitte – Hannover | stündlich mit Verstärker in der HVZ (alle zwei Stunden weiter nach Hannover)   | metronom        | Bombardier Traxx + 6 Bombardier-Doppelstockwagen |                  |
| RB 31 | Hamburg Hauptbahnhof – Hamburg-Harburg – Meckelfeld – Maschen – Stelle – Ashausen – Winsen (Luhe) – Radbruch – Bardowick – Lüneburg (– Bienenbüttel – Bad Bevensen – Uelzen)                           | stündlich mit Verstärker in der HVZ / einzelne Züge in den Nächten nach Uelzen | metronom        | Bombardier Traxx + 6 Bombardier-Doppelstockwagen |                  |

### Busverkehr
| Linie | Linienverlauf |
| ----- | --- |
| 149   | Bf. Winsen – Winsen, ZOB – Hoopte –                                                                                            |
| 149   | In Hoopte Übergang zu: Elbfähre Hoopte nach Hamburg-Kirchweder EFZ                                                             |
| 149   | – Over – Bullenhausen – Bf. Harburg                                                                                            |
| 4001  | Bf. Winsen – Königsberger Straße – Goethestraße – Kirche – Winsen, Luhe-Park                                                   |
| 4002  | Bf. Winsen – Krankenhaus – Gewerbegebiet Luhdorf                                                                               |
| 4404  | Winsen – Laßrönne – Oldershausen – Niedermarschacht                                                                            |
| 4405  | Winsen – Drage – Niedermarschacht                                                                                              |
| 4406  | Winsen – Garstedt – Salzhausen – Egestorf – Evendorf                                                                           |
| 4407  | Hanstedt – Brackel – Pattensen – Winsen                                                                                        |
| 4409  | Pattensen – Winsen (Schülerverkehr)                                                                                            |
| 4410  | Winsen – Pattensen – Vierhöfen                                                                                                 |
| 4632  | Winsen – Stelle – Maschen – Jesteburg – Buchholz (Schülerverkehr)                                                              |
| 4662  | Winsen – Borstel – Rottorf (Schülerverkehr)                                                                                    |
| 4705  | Winsen – Winsen, Amazon |
| 5402  | Winsen – Handorf – Wittorf – Bardowick – Bf. Lüneburg                                                                          |
| ELBE  | ELB-Shuttle Bergedorf – Drage – Winsen – Stelle – Maschen – Meckelfeld – Over – Hoopte – Hunden – Niedermarschacht – Bergedorf |

## Zwischenfall
Am 9. Mai 2023 kam es zu einem Zwischenfall, bei dem der Bahnsteig zum Gleis 4 abgesackt ist, sodass die Bahnsteigkante nun ins Gleisbett ragt. Die Deutsche Bahn gibt an, dass der Schaden mutmaßlich durch einen Güterzug verursacht wurde. Dieser Zug soll bereits zuvor auch die Bahnsteige in Uelzen-Stederdorf, Soltendieck und Schnega beschädigt haben. Die Reparaturarbeiten in Winsen haben längere Zeit in Anspruch genommen. In der Zeit, als das Gleis 4 gesperrt war, hielten die Züge in Richtung Lüneburg auf der gegenüberliegenden Gleis 3.

## Tarif
Die Stadt Winsen (Luhe) sind seit Dezember 2004 Teil des Hamburger Verkehrsverbundes (HVV). Der Niedersachsentarif kommt bei Verbindungen zur Anwendung, die vollständig in seinem Gebiet liegen, die aber nicht vollständig in dem des HVV liegen.